# یوتا گوکه
یوتا گوکه (انگلیسی: Yuta Goke؛ زادهٔ ۱۰ ژوئن ۱۹۹۹) بازیکن فوتبال اهل ژاپن است.
از باشگاه‌هایی که در آن بازی کرده‌است می‌توان به باشگاه فوتبال ویسل کوبه اشاره کرد.